# Hermann Ludwig Blankenburg

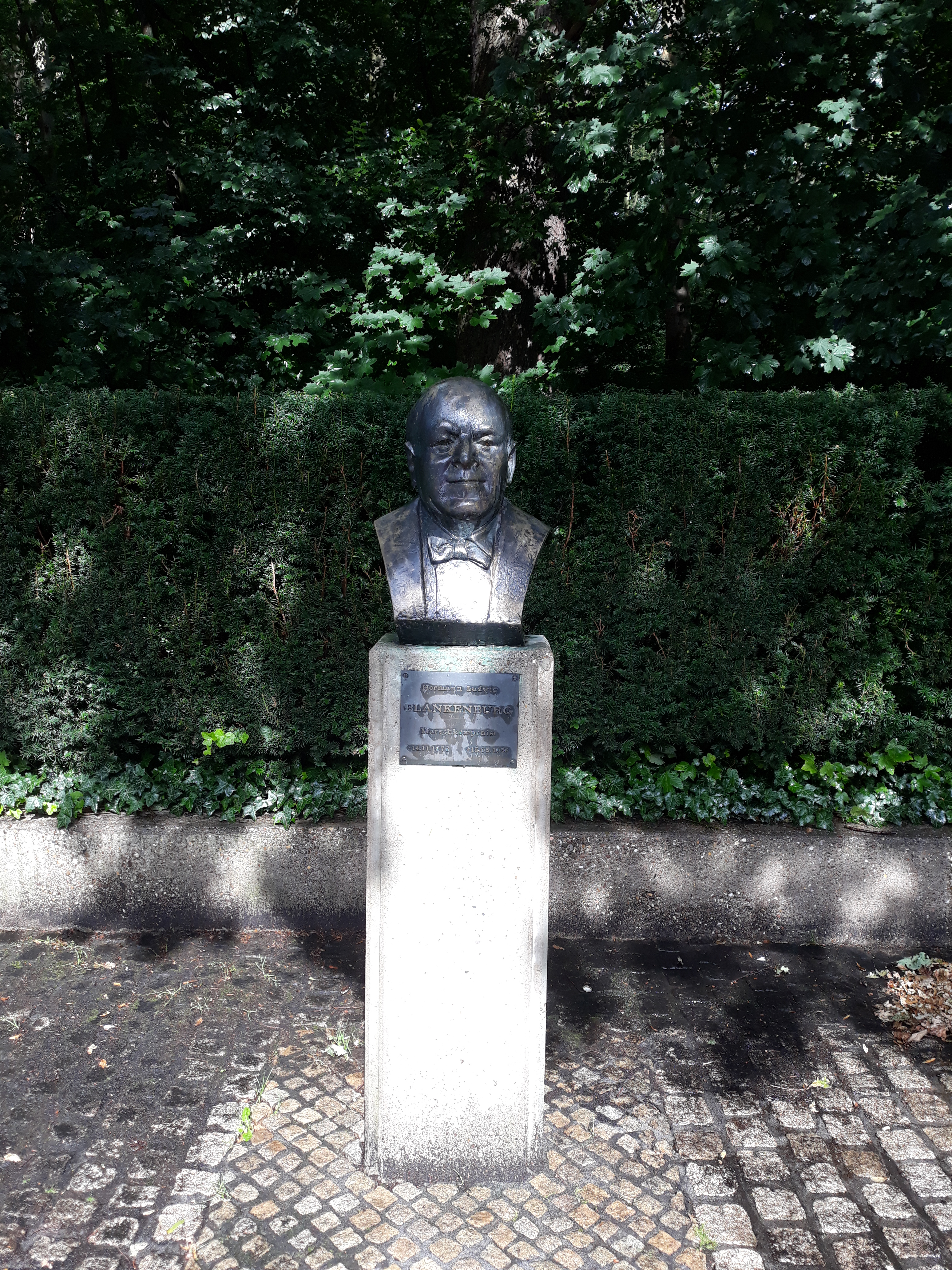
Büste Hermann Ludwig Blankenburgs in Wesel

Hermann Ludwig Blankenburg (eigentlich: Hermann Louis Blankenburg; * 14. November 1876 in Thamsbrück; † 15. Mai 1956 in Wesel) war ein deutscher Komponist und gilt aufgrund der mehr als 1200 von ihm komponierten Märsche als der deutsche „Marschkönig“.

## Lebenslauf
Geboren in Thamsbrück in der preußischen Provinz Sachsen als einziger Sohn eines Schäfers, entwickelte Blankenburg bereits in seiner Kindheit und Jugend ein außergewöhnliches musikalisches Talent: Er erlernte das Spielen der Querpfeife und gründete einen von ihm geleiteten Schüler-Spielmannszug. Obwohl er eigentlich die väterliche Landwirtschaft übernehmen sollte, wurde ihm schließlich erlaubt, eine musikalische Laufbahn einzuschlagen, und so trat er in den Militärmusikdienst ein. Nach bestandener Prüfung wurde er mit 18 Jahren ins Trompeterkorps des Feldartillerie-Regiments Nr. 6 in Breslau übernommen.
Blankenburg verließ jedoch den Militärdienst schon nach kurzer Zeit und zog 1898 nach Kaiserslautern, wo er noch im gleichen Jahr heiratete. Bis zum Ersten Weltkrieg, den Blankenburg aus gesundheitlichen Gründen in Reserveeinheiten in Deutschland verbrachte, folgten noch weitere Umzüge, nach einem längeren Aufenthalt in Hagen (wo er seinen zweiten Vornamen in Ludwig änderte) gelangte er schließlich 1918 nach Wesel, wo er zum zweiten Mal heiratete. Nachdem er bis dahin sein Geld v. a. als Basstuba- und Kontrabassspieler verdient hatte, stieg sein Bekanntheitsgrad als Komponist in den 20er und 30er Jahren sprunghaft an, und er avancierte zu einem der bekanntesten Komponisten für Marschmusik in ganz Europa. Freundschaftlich verbunden war er dem bekannten Berliner Komponisten Paul Lincke, dem er mehrere Werke widmete. Diese Zeit ist auch der Höhepunkt seiner Schaffensperiode, wenngleich seine heute bekanntesten Werke eher in der Zeit vor dem Ersten Weltkrieg entstanden.
Nach dem Zweiten Weltkrieg zog sich Blankenburg aus der kompositorischen Arbeit weitgehend zurück, außer einigen Ehrenmitgliedschaften in Musikvereinigungen und Gastauftritten als Dirigent trat er kaum mehr in die Öffentlichkeit. 1956 verstarb er wenige Monate vor seinem 80. Geburtstag und wurde in seiner Wahlheimat Wesel beigesetzt.

## Werk
Heute ist von Hermann Ludwig Blankenburgs umfangreichem Werk nur noch ein vergleichsweise kleiner Teil erhalten. Grund dafür ist v. a. die Tatsache, dass sein Weseler Haus, in dem er den größten Teil seiner Partituren archiviert hatte, zunächst bei einem Luftangriff schwer beschädigt und dann nach Kriegsende von einquartierten Soldaten und Zwangsarbeitern verwüstet worden ist. Erhalten sind von den mindestens 1.200 komponierten Märschen (belegt durch Angaben bei seinen Musikverlagen oder Jahreslisten neu veröffentlichter Kompositionen) noch etwa drei- bis vierhundert. Von 1978 bis 2018 bemühte sich die Internationale Blankenburg-Vereinigung darum, das vorhandene Material zu katalogisieren und Verlorenes wiederzubeschaffen.
Die Marschkompositionen Blankenburgs sind aufgrund ihrer sehr klangvollen Harmonien und einem fast sinfonischen Charakter zum größten Teil Konzert-, keine Marschiermärsche. Charakteristisch ist insbesondere die Gestaltung des Trios, in dem Blankenburg meist das jeweilige Thema zweimal wiederholt und dann nach einer steigernden Überleitung in ein klanggewaltiges Finale münden lässt.
Heute sind die Märsche Blankenburgs eher im Ausland als in Deutschland selbst populär. Beispiele dafür sind seine Werke „Deutschlands Waffenehre“ und „Adlerflug“, die als Militärmärsche für die schwedische Armee übernommen wurden, ersterer für die Taktische Akademie des Heeres, letzterer für die Marineflieger.
Sein heute bekanntester Marsch ist wohl „Abschied der Gladiatoren“, mit dem er 1905 einen Kompositionswettbewerb des renommierten britischen Musikverlages Boosey & Hawkes gewinnen konnte. Der Marsch hieß ursprünglich „Deutschlands Fürsten“, wurde dann aber mit Rücksicht auf die Zeitumstände umbenannt; eventuell stand für den neuen Titel der Marsch Einzug der Gladiatoren von Julius Fučík Pate. In England wurde der Marsch unter dem Titel „The Gladiators’ Farewell“ ungemein populär und gehört dort auch heute noch zu den meistgespielten Märschen.

## Bekannte Werke Blankenburgs
- Abmarsch in die Quartiere
- Abschied der Gladiatoren
- Action Front
- Admiral der Lüfte
- Auf Der Wacht!
- Dem Lenz entgegen!
- Der Adler von Lille
- Der Siegers Lorbeer
- Deutscher Gruß
- Deutscher Stenografenmarsch
- Deutschlands Waffenehre (Marche Victorieuse)
- Die Wahrheit Siegt!
- Elkana
- Empor zum Licht
- Europas Einigkeit
- Fliegerhelden
- Freundestreue
- Freudenfeuer
- Frieden und Einigkeit
- Frühlingskinder
- Givenchy Marsch
- Gruß an Langensalza
- Gruß an Thüringen
- Grüß mir die Heimat!
- Halderner-Festmarsch
- Im Rheinland liegt ein Städtchen
- Jugendfrühling
- Kavallerie-Parademarsch
- Klar zum Gefecht
- Künstlerblut
- Mein Regiment
- Mein Wesel
- Mit Kraft und Feuer
- Mit Siegespalmen
- Nec Aspera Terrent
- Non soli cedit! (Er weicht der Sonne nicht!)
- Oerlikon-Zürich-Marsch
- Pilotenmut
- Prinz Eitel Friedrich-Marsch
- Prinz Ernst August-Marsch
- Sonnenkinder
- Unter dem Freiheitsstern
- Unter dem Friedensbanner
- Unter Kaisers Fahnen